# گیب مک لوگلین
گیب مک لوگلین (انگلیسی: Gibb McLaughlin؛ ‏ ۱۹ ژوئیهٔ ۱۸۷۹ – ۳۰ ژوئن ۱۹۶۱) بازیگر اهل بریتانیا بود.
از فیلم‌ها یا برنامه‌های تلویزیونی که وی در آن نقش داشته‌است، می‌توان به تبهکاران لاوندر هیل، زندگی خصوصی هنری هشتم، دیک تورپین و رز سیاه اشاره کرد.